# Боулгарахай клан
„Боулгарахай клан“ (на български: Българо-арменски валяк) е арменски хумористичен вестник в София.
Излиза в продължение на 25 броя от 1 март 1927 до 5 август 1928 г. Задачата му е „да изглажда пътя и руши пречките в живота на арменското общество“. Отговорен редактор е X. Гарабедян. Отпечатва се в печатница „Типограф“. Заглавието му е на арменски и български език.